# 1988年黄石公园大火

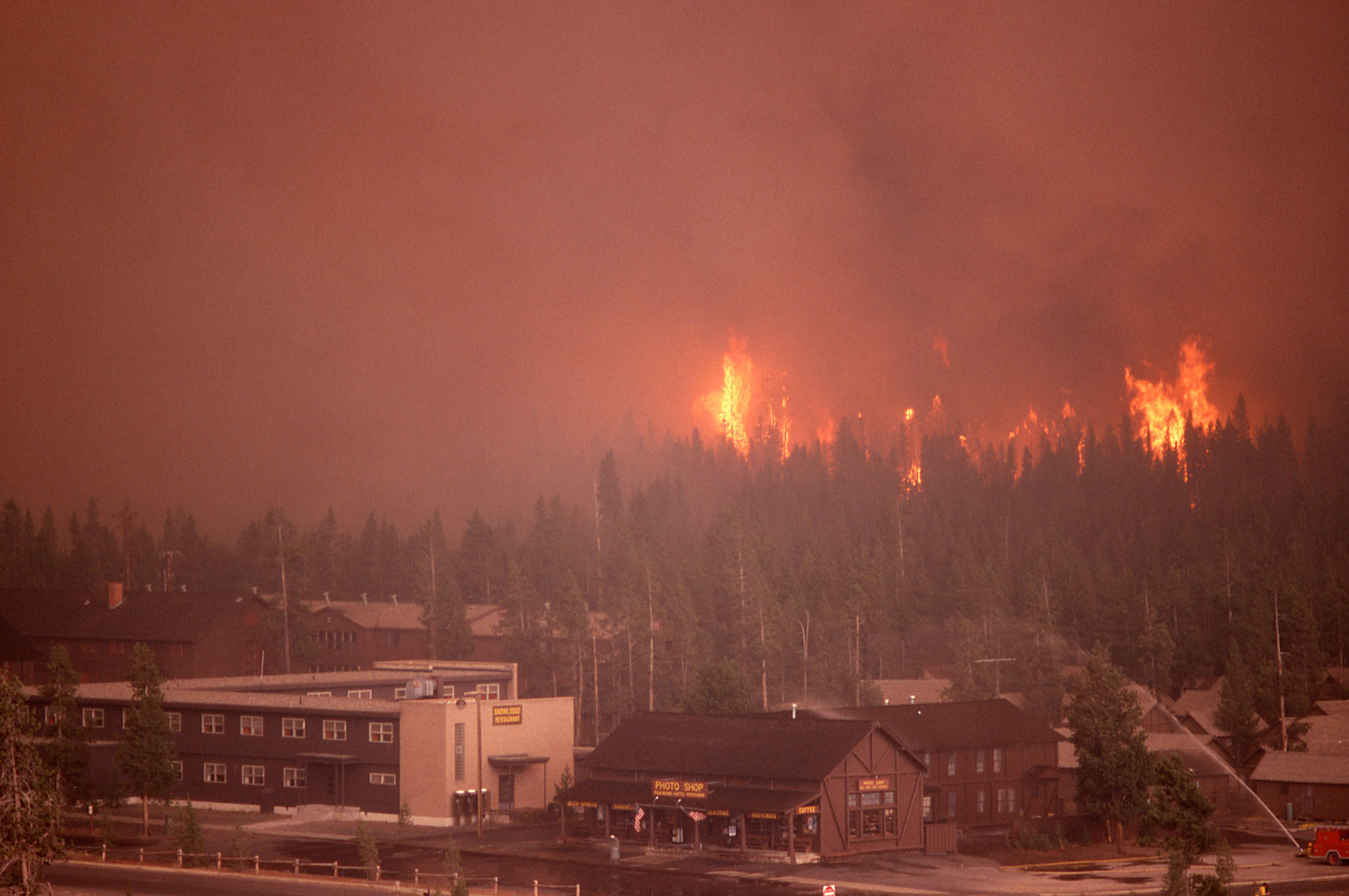
1988年的黃石公園大火。火焰沿著的樹木如同「加冕」般，透過樹梢快速蔓延著，9月7日時已經烧到老忠实泉周遭的建筑物，照片中的消防人員正試圖阻止更多火苗靠近建築物。

1988年黄石公园大火是美国黄石国家公园有记录以来最大的一场大火災，多个独立的小山火在风势加剧和乾旱的作用下，先后失去了控制，火焰迅速地蔓延，最终形成了一场燃燒了幾個月的大火灾。直至在同年秋末，由于潮濕的天气才被完全扑灭。該大火所造成嚴重損失，总计達3,213平方（1,241平方英里）受到影响，災害區域大约占黃石公园總面積的36%。
根據各項資料研判顯示，1960年代末前，火通常被认为对公园和森林有害，管理策略的目标是用最快的速度扑灭山火。1970年代起，環境保護界別人士與相關單位則發現了火对于生态系统的益处，因此有了不同的應對森林大火態度與措施。在此論點下，让山火在可被控制的情况下燃烧的策略，非常成功地大幅减少了每年因为山火而损失的災害面積。然而根據統計，在1988年的黄石大火前已经很久没有发生一场「应有」的大火了，而且那时是特别乾燥的夏季，很多小型的“被控制”的山火最後形成了一场大火。火势如同马赛克一样从一片跳到另一片，轉燃之間，卻發生一些災害周边林区毫发未损的情況。以跳躍狀態呈現的山火火勢，以大型的火灾旋风横扫黃石公園部份區域，燒掉了所經過的一切。数千万株的树木和其他不計其數的植物遭焚毁，一些受害嚴重火灾地区更呈現一片焦土。不過於山林燃燒間，一半受災區域卻因高大的硬木树木抵住了火災蔓延，僅造成災害不算大的地表火。同年11月，黃石公園大火終於全面撲滅，而在該火灾之后不久，植物和树很快生长起来，自然植物的再生获得成功。
這場大火中，計有几千名消防员投入了滅火任務，於最高峰時，达至9,000人。救援成員裡面，除了美国国家公园管理局與其他相關土地管理机构的职员外，亦有逾4,000名美国军人也加入了行列。另外，几十架直升机和飞机也参与了灭火任務，主要是洒水和阻断火势。災後統計，整个灭火工程总计费用为1亿2千万美元。
就災害面積與投災規模而言，1988年黄石大火在美国国家公园管理局的历史上雖是空前的，但是新闻媒体一些未经核实的报道数据卻顯示过于渲染且不正确，比如就有媒體曾经失实地报道说几乎整个公园被付之一炬。又如：大火期间，空气品質雖暂时下降，但没有长期的影响，這與媒體最初报道相反。另外，該場火災中，大型动物因火灾而直接死亡的很少，只有驼鹿的数量有所下降还没有恢复过来。最後也因為灭火人力集中在主要的旅游区域，因此建筑物的损坏被控制到了最少，总计财产损失约为300万美元。

## 火灾管理政策的发展

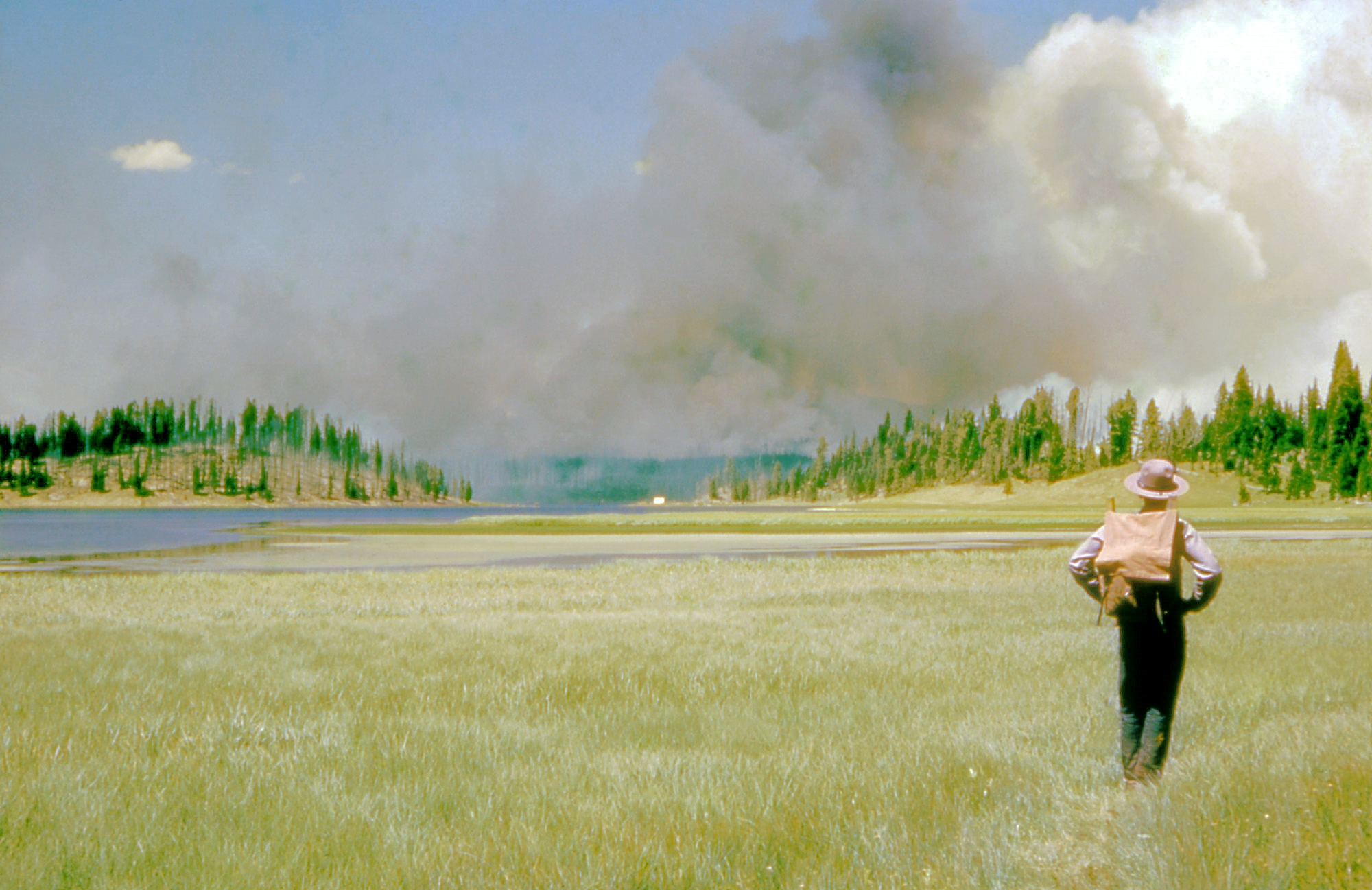
1953年黃石大火中，一位駐守黃石國家公園的消防员正步行前往远方的火场。

美国东部的山火較其他區域相对较小，很少危及生命和财产。当白人殖民地向西方迁移的时候，方开始遇到了大范围的火。美国大平原的草场火灾和落基山脉的森林大火比他们在东部遇到的火规模大得多，并且破坏力也强得多。很多灾难性的火灾大大影响了火灾管理政策。
1871年席卷威斯康辛州的佩什蒂戈大火是美国历史上死亡人数最多的一次大火，超过1,500人丧生。1889年加利福尼亚州的大火和1910年蒙大拿州和爱达荷州的大火促进了火是危险的，因而必须被扑灭的理论体系。1910年大火燃烧的区域达到12,000平方公里（300万英亩），毁坏大量社区并有86人葬生，这个事件使很多土地管理机构重视火灾控制。美国联邦政府土地管理机构，包括美国国家公园管理局，普遍遵循美国森林管理局制定发布的火灾管理政策，美国森林管理局负责监督美国大部分森林。

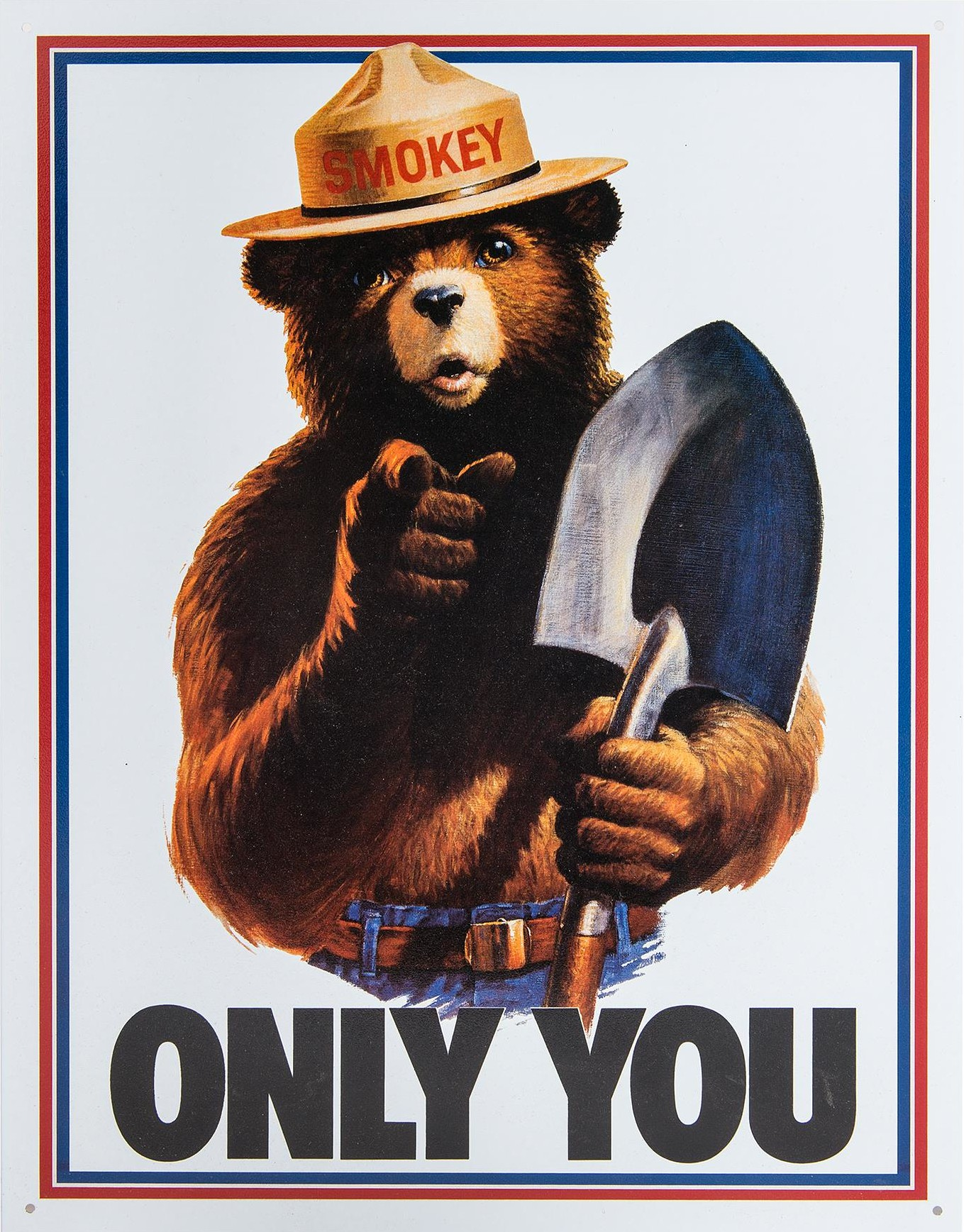
海报上的护林熊「史墨基」（煙仔）。

20世纪中期前，大部分森林管理员认为火必须随时被扑灭。1935年，美国森林管理局火灾管理政策规定所有的山火必须在被发现的次日上午10点前扑灭。在火灾易发季节，所有的公共土地都建立了消防队，主要由年轻男子组成。1940年前，消防员甚至乘坐飞机到远方的火灾现场，从飞机上跳伞去灭火。截至第二次世界大战以前，美国建造了超过8000个火情瞭望塔。虽然由于监测火情的飞机增加导致很多瞭望塔废弃，但是在黄石国家公园依然保留了3个瞭望塔。消防员的努力收到了成效，从1930年代到1960年代，山火烧毁的区域的平均每年120,000平方公里（3千万英亩）降到了8,000-20,000平方公里（2百万-5百万英亩）。由于第二次世界大战期间对木材的需求很大，因此火灾烧毁森林地被认为是不可接受的。1944年，美国森林管理局组织了一场广告活动来教导公众所有的火都是有害的，广告上是一头穿着护林人员制服的卡通美洲黑熊，取名为护林熊"史墨基"（Smokey；或稱為"煙仔"）。如今，这个标志性的护林熊仍然可以在警告标牌“Only you can prevent forest fires”（只有你能防止森林火灾）上看到。早期护林熊的海报误导公众认为西部的森林大火主要是人为因素造成的。而在黄石国家公园，人为引起的火灾大约每年6到10起，而约35起山火由闪电引起。
一些学者以及一些木材公司和个人认为在很多生态系统中，火是一种自然现象。火可以帮助清理林下层植物和死亡的植物，从而使一些重要的树种减少营养竞争者。印第安人经常为了大型的草食动物如美洲野牛和麋，而焚烧山林来减少生长过于茂盛的草地。早在1924年，环境保护主义理论家奥尔多·利奥波德提出山火对生态系统的益处，并且对很多种树木和植物的物种自然繁殖是必要的。接下来的40年中，越来越多的森林学家和生态学家认同山火对生态系统的益处。1963年，由美国国家公园管理局组织的一组生态学家建议山火应该周期性地燃烧，来保护公园里的环境平衡。1964年，美国通过《荒野保护法案》，提到火是生态系统中的一个自然部分。1968年，美国国家公园管理局修改了火灾管理政策。管理局确定火如果是自然引起（由闪电引起），并且在不会对人的生命和财产造成影响的情况话下，允许其燃烧。管理局还发布命令，在规定的情况下，为了生态系统恢复平衡，可以故意制造可控制的燃烧。在很多森林已经到了成熟期并且需要一场大规模焚烧的时候，火生态学被更好地领会并应用。
自1972年开始，美国国家公园管理局开始允许黄石国家公园在控制的情况下让自然山火焚烧。这种类型的火被称作“策略燒除”。在1972年到1987年之间，在新的管理政策下，一共有235场被控制的自然火燃烧了面积相对较小的137 平方公里（33759英亩）的区域，其中只有15起扩散到100英亩以上面积。1988年之前的5年比以往更为湿润，因此可能导致这段时间火的数量减少。策略燒除政策看起来是一种有效地管理火灾的方式，尤其是在黄石地区。

## 火灾成因

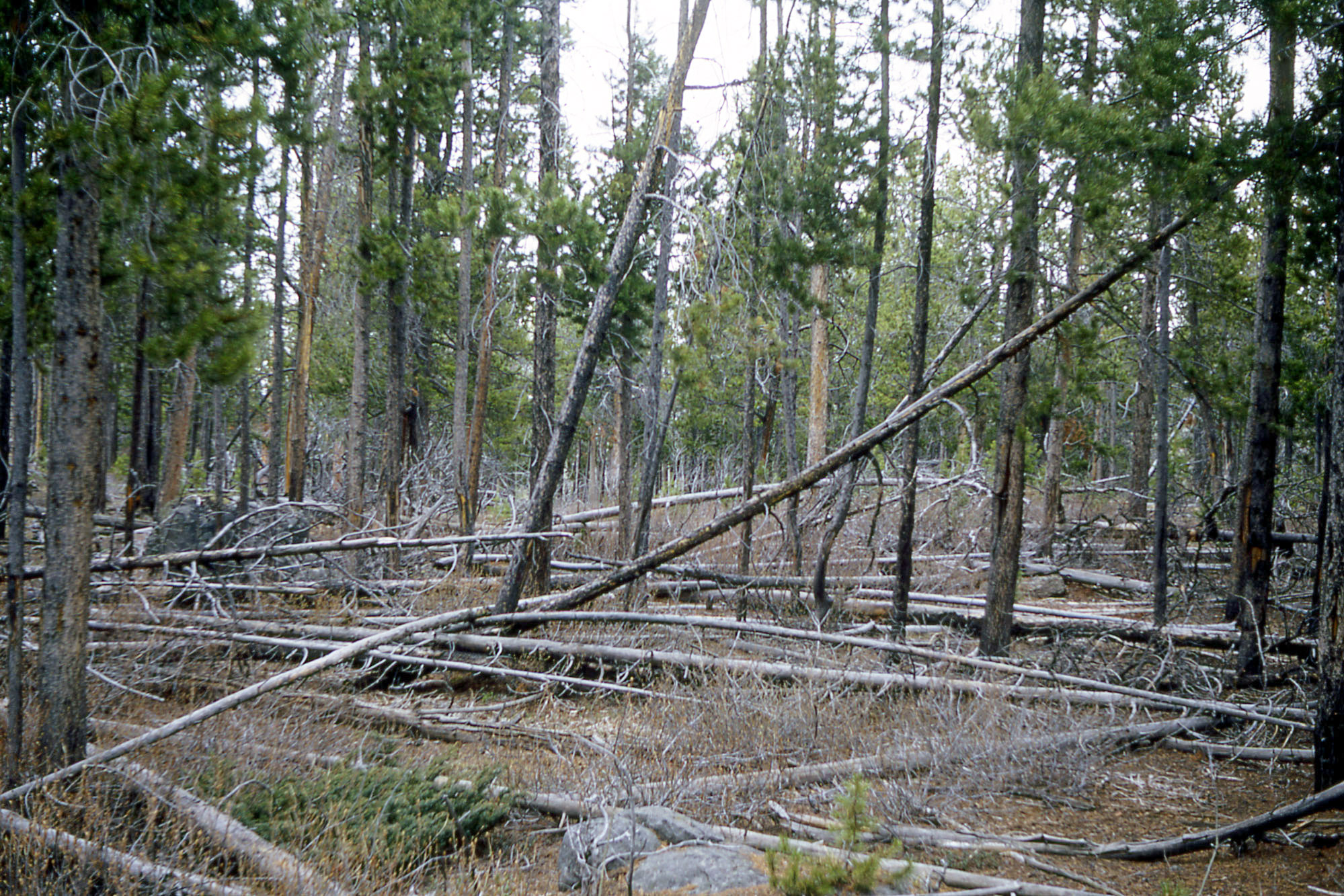
1965年時，一座典型的黄石黑松林。從森林擁有許多因衰老死亡而倒下的老樹來看，可以得知該森林已接近成熟期。

1931年开始，当哈特湖大火烧毁73平方（28平方英里）后，黄石国家公园开始正式的火灾记录存档。尽管那场火灾的范围很小，但是却是黄石国家公园从建园以来到1988年之前最大的一场火灾。研究表明，每1千年黄石高原发生2到3次大火。上一次发生在黄石的大规模火灾还要追溯到18世纪初期，远早于白人殖民之前。
黄石森林以黑松居多，这种树通常在80到100年后森林成熟时最终被其他树种取代。而在黄石，由于纬度较高和土壤比较贫瘠，导致生长期很短，在其他树种如恩格尔曼氏云杉和亚高山冷杉确定优势地位之前，黑松能存活300年时间。黑松遍布黄石平原的高地，密度很大。虽然在别的成熟森林里也能见到黑松，但是在落基山脉的其他森林中没有这么高的密度。1980年代，很多黄石公园黑松林已经生长了200到250年，即将到达生命周期的终点。

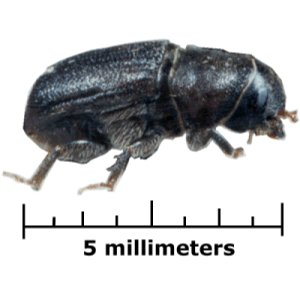
山松甲虫。

1960年代末到1980年代中，山松甲虫杀死了大黄石生态系统中大量的树木。这样导致了很多由未死的老树和不同年龄的新树组合在一起的混交林。这种混交的结构提供了导致大火的分级可燃物。另外，1987－1988年的冬季比往年干燥很多，黄石生态区的降雪量只有以往的31%。然而，1988年4月和5月却很湿润，足够的湿气使草和林下叶层生长很快。到了6月，降雨停止，而接下来的四个月大黄石生态系统中降雨量非常少。7月，黄石国家公园历史上最干旱的季节到来了。夏初生长茂盛的草和植物很快变成了干火种。相对湿度下降导致森林更加干燥。死亡和倒下的木材的可燃物含水率只有5%。8月中，平均湿度低于20%，有一次记录只有6%。黄石的土地为流纹火山石以及不能保持水分的土壤。一系列强劲干燥气候锋面也导致许多大型火灾的迅速蔓延。
堆积起来的可燃物、老化的森林、异常的不减弱的干旱情况，对黄石意味着麻烦。然而，护林人和火灾生态学家预测大黄石生态系统是一个普通的火灾季节，并且预计7月降雨量与往年相当。根据以往的历史，没有迹象表明1988年和公园建立以来的100多年有任何不同。但是，当整个落基山脉的山火开始爆发时，媒体开始关注事态发展。7月有20场小火发生在黄石，其中11场自行熄灭，其余按照自然火政策被密切观测。7月15日，火遍及整个大黄石生态系统，燃烧面积达34平方（13平方英里）。尽管并非异乎寻常，媒体还是关注到这场范围涉及美国西部的大火，这影响到公园管理局的官员于7月15日启动了灭火工作。启动灭火一周后，仅在园区火就已经扩散到将近404.7平方（156.3平方英里）的面积。

## 1988年黄石主要的几场大火

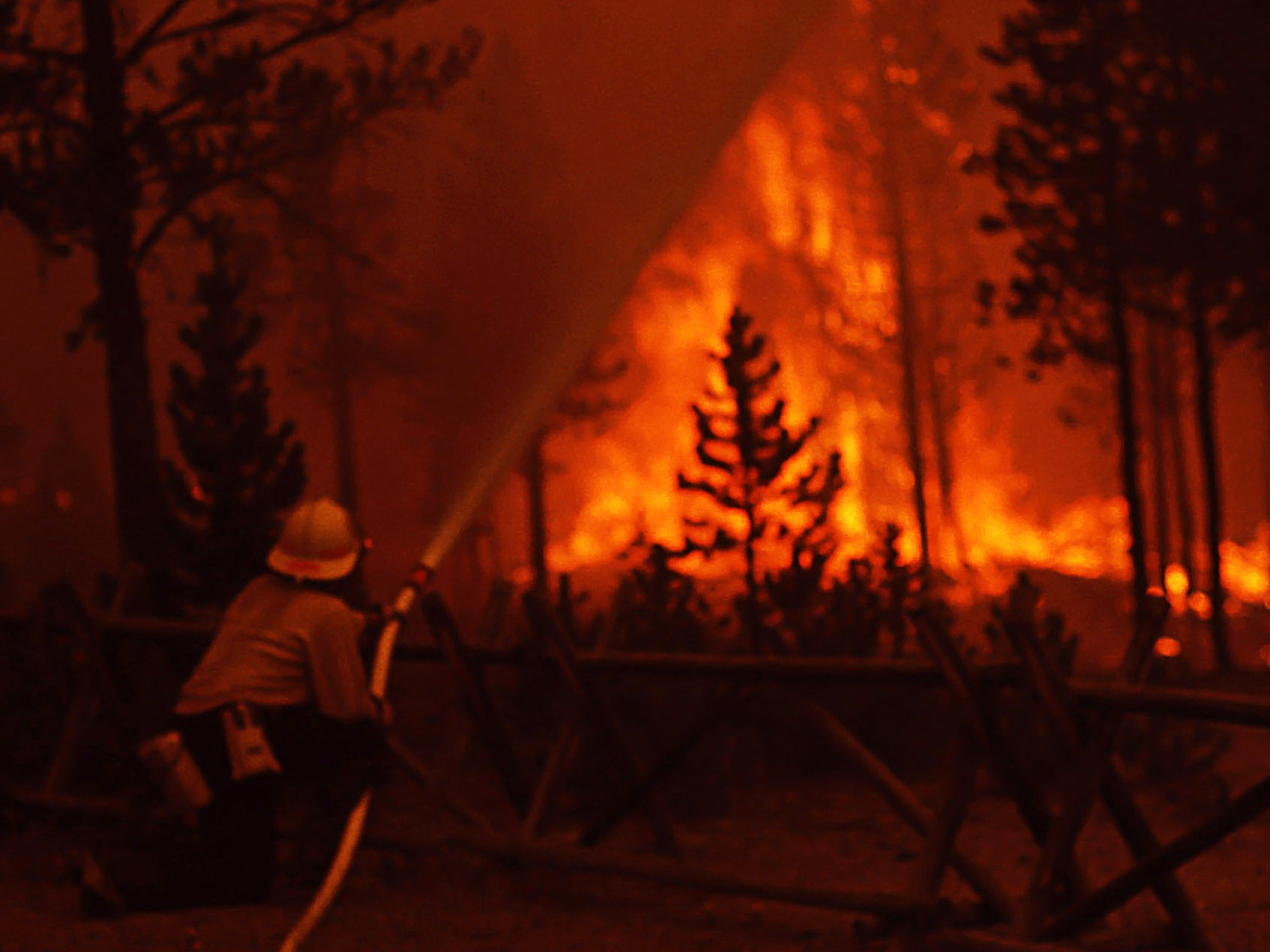
1988年8月20日诺里斯灭火现场，消防員正急著試圖降低火勢。由于大量的土地被烧毁，有將將近150000英畝地區被密度極高的烟从早到晚旋转，導致一些地方儘管是白天也有如晚上一般黑暗，因此被称为“黑色星期六”。

7月到8月间，大约一共有250场不同的火在黄石和周边国家森林开始燃烧。其中的7场烧毁区域占总烧毁面积的95%。到7月底，美国国家公园管理局和其他机构已经动员了全部的人力，但是火还在继续扩散。小型的火蔓延在一起，而干雷暴带来了狂风和雷电，却没有带来降雨，又加剧了情况的恶化。8月20日是最糟糕的一天，后来被称为“黑色星期六”，超过610平方（240平方英里）的土地被毁灭。火灾旋风造成的灰烬笼罩了整个公园，甚至飘散到东北方96公里外的蒙大拿州比灵斯。风吹动火焰越过道路和防火道，余烬又在原来的火前方1英里外引发新的火。地表火一直窜到森林的冠部，成为树冠火，火焰高达60（200英尺）。在那天，黄石公园烧毁的面积超过了公园建立以来所有火灾烧毁面积的总和。整个夏天，火每天推进8—16（5.0—9.9英里），并且最高记录达到一小时超过3.2（2.0英里）。
斯内克河大火是其中较大的一组火灾。这些火灾发生在公园的南部，在黄石河与斯内克河发源处。肖肖尼大火是这组火灾中最大的一场火灾，自6月23日由于闪电而引起。当时自然火管理的政策依然有效，因此起初并没有组织力量去灭火。这场火小规模地闷烧了几个星期，7月20日快速扩散到东北方。

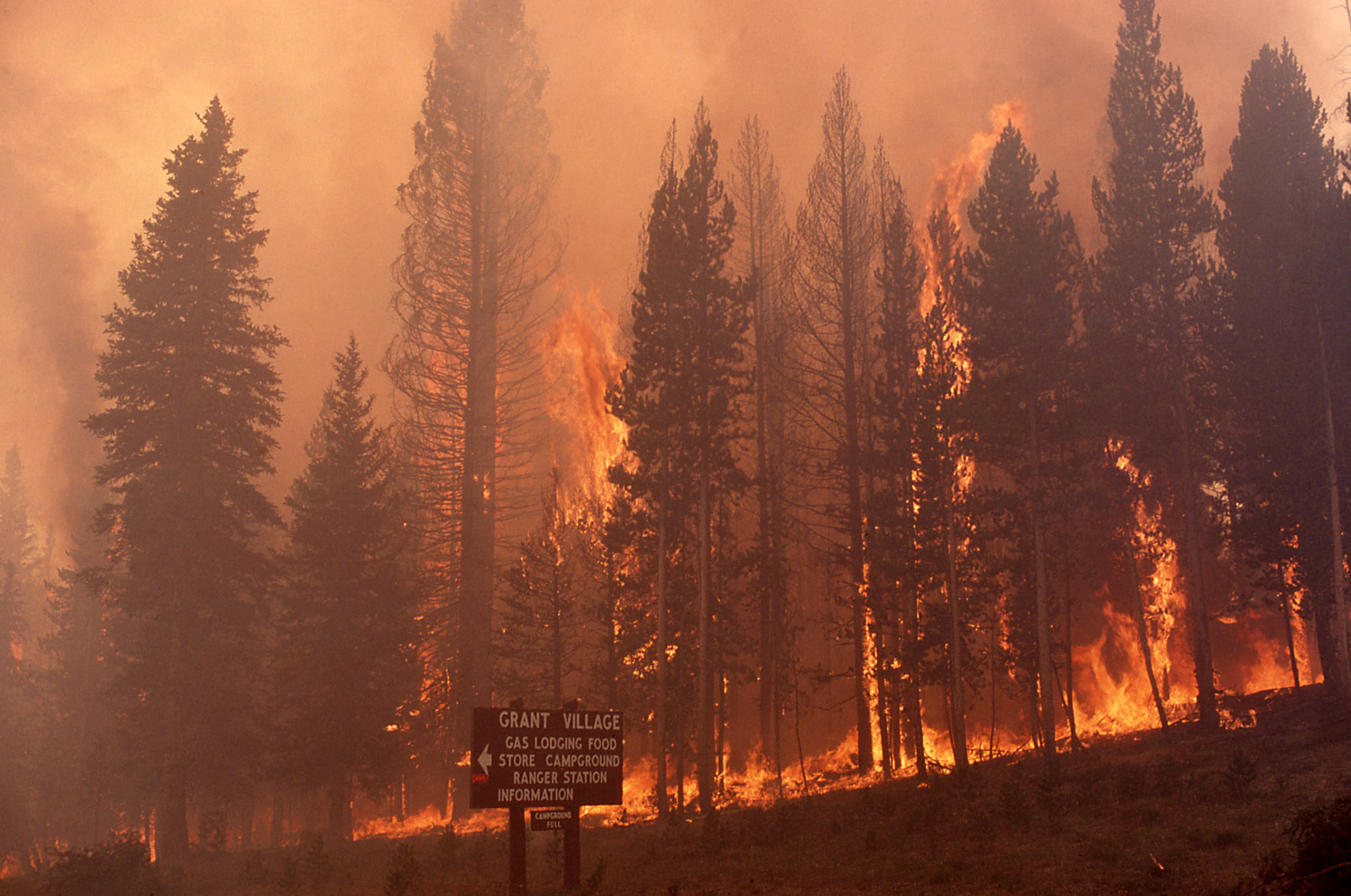
格兰特村庄的地表火一直窜到森林的林冠部，成为了树冠火，攝於1988年7月23日。

7月1日，雷德大火从李维斯湖附近开始燃烧，和肖肖尼大火一样，起初几个星期蔓延范围并不大。7月19日，火开始向东北方向扩散，8月份和肖肖尼大火连为一体。当火推进到格兰特村庄时，政府下达了疏散命令，因此消防员可以集中力量保护建筑物。由于位于一片黑松林中间，格兰特村庄是第一个被火影响的重要旅游区域。许多小型建筑物和一些野营场所被毁灭。在雷德大火和肖肖尼大火汇合到一起后，由于后者大很多，因此它们被统称为肖肖尼大火。明克大火自7月11日从布里杰－狄顿国家森林开始燃烧，也是由闪电引起，在消防员迫使它离开私人土地后，沿着黄石河山谷向北蔓延。7月23日后明克大火最终烧到黄石公园内部，但是由于位于公园的偏远处，一般认为其危害性不严重。第三个大火是霍克大火，8月20日由于一棵树倒下压在电线上而引起。大火主要沿着洛克菲勒纪念高速公路燃烧，8月30日穿过黄石南部的边界。到秋季斯内克河大火因湿润的天气而熄灭时，总共烧毁了超过570平方（220平方英里）的区域。期间最惊人的是8月23日当大火横扫李维斯河峡谷时，在每小时96（60英里）的风力作用下扩散速度达到每小时128（80英里）。

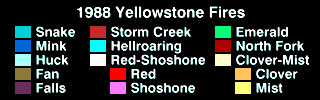
1988年7月到10月之間，大黄石区域的火灾过程。

7月9日，米斯特大火从公园的东部阿布萨罗卡岭开始燃烧。两天后，克洛弗大火从同一地区燃起。7月20日两场大火蔓延在一起，合称为克洛弗·米斯特大火。由于地形崎岖，因此火很难被扑灭，8月20日，火扩散到库克小镇的南面，并持续威胁了小镇好几个星期。克洛弗·米斯特大火总计烧毁了超过570平方（220平方英里）面积。斯托姆溪大火于7月14日从阿布萨罗卡-熊牙野生生物区开始燃烧，在两个月内看起来对黄石危害很小。然而，8月20日，大火迅速向南蔓延，这次危及到库克镇的北面。灭火人员试图控制这场山火，采用了特殊的逆火方法。在火势燃烧方向的前方，设置了易燃物，并且引燃另一场火，让它烧回去，达到以火灭火的目的。结果这个方法弄巧成拙，几乎引发了一场灾难。由于风向突然变化，火苗窜到了离镇子100码之内，使得9月6日不得不疏散民众。公园北部的主要是黑尔罗灵大火，自8月15日从加拉廷国家公园开始燃烧，起火的原因是没有引起注意的篝火馀烬。火一开始向北蔓延，几天后掉头转向南方，威胁到靠近塔台路口（Tower Junction）的区域。
7月5日，凡大火在西北部开始燃烧，一开始被认为将威胁公园北出口外的蒙大拿州加德纳镇。这是1988年大火扑灭战役中最成功的一场。大火虽然燃烧了几个月，但是到了8月中旬不再认为对生命和财产有威胁。

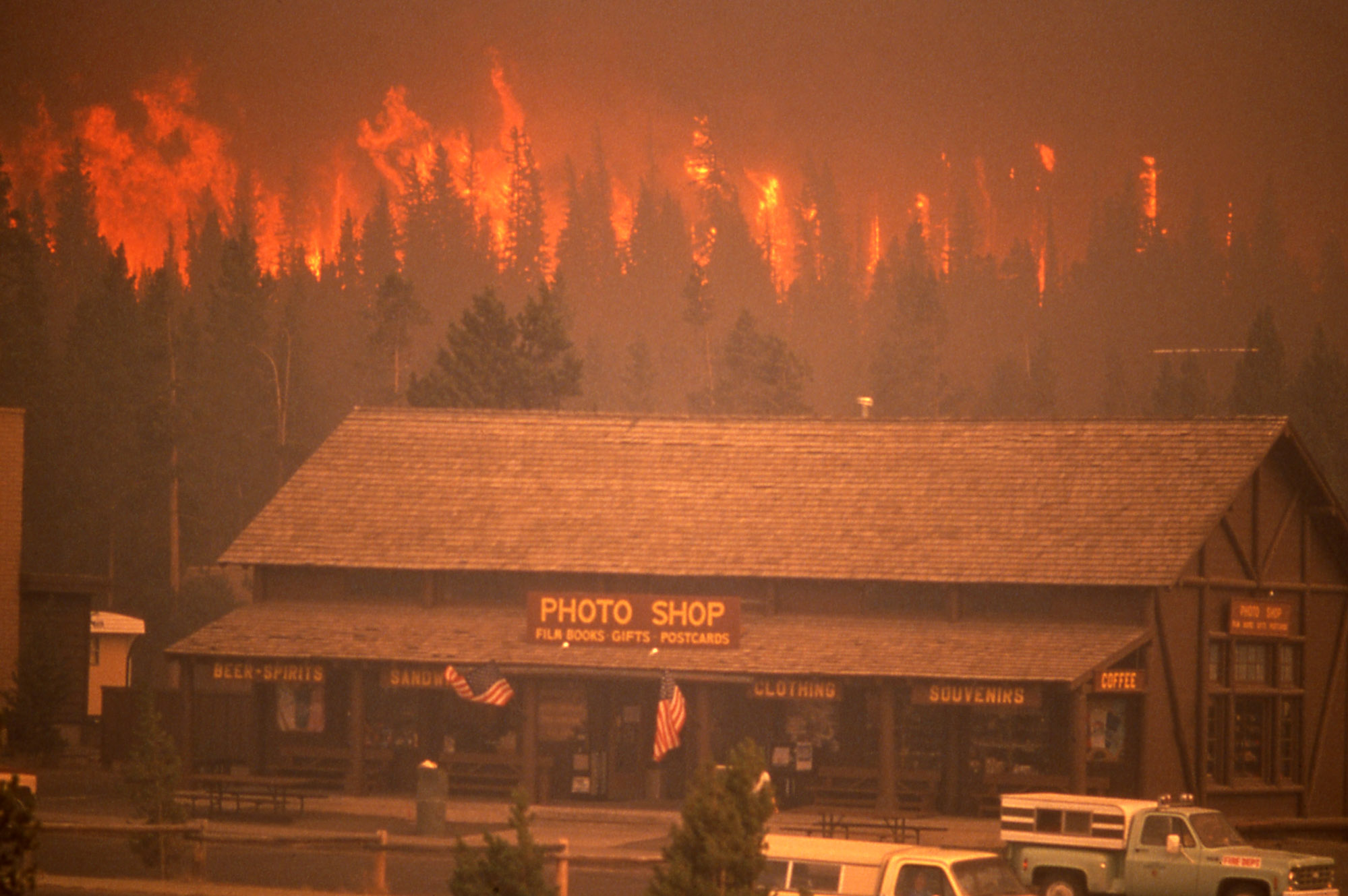
1988年9月7日，北福克大火（特別是樹冠火）到达了老忠实泉的建筑物旁。

不管从烧毁的建筑物数量还是从燃烧面积统计，北福克大火是其中最大的一场火。7月22日，由于一个伐木人将香烟掉在公园西边界的卡里布-塔伊国家森林，导致了这场大火的燃烧。北福克大火是唯一的一经发现就开始扑救的大火，因为它发生在7月15日原有的火灾政策暂停之后。大火向东北方向扩散，8月的第一个周末已经威胁到麦迪逊路口和附近的露营场所。8月20日，火势迅速蔓延到诺里斯间歇泉盆地。消防员使用水和灭火泡沫来防止建筑物被烈火袭击。大火沿着黄石高原继续向西，8月25日到达黄石公园大峡谷的游客中心，土地管理局和美国军队出动了大量的人力来保护当地建筑物。几天后，火焰的东侧面被扑灭，黄石峡谷的下行风导致西侧面的火威胁到西黄石镇。普通百姓协助政府派遣的人员将几百英亩的林地浸湿，来保护镇子和电力站。大火烧毁了麦迪逊河山谷的大部分森林。

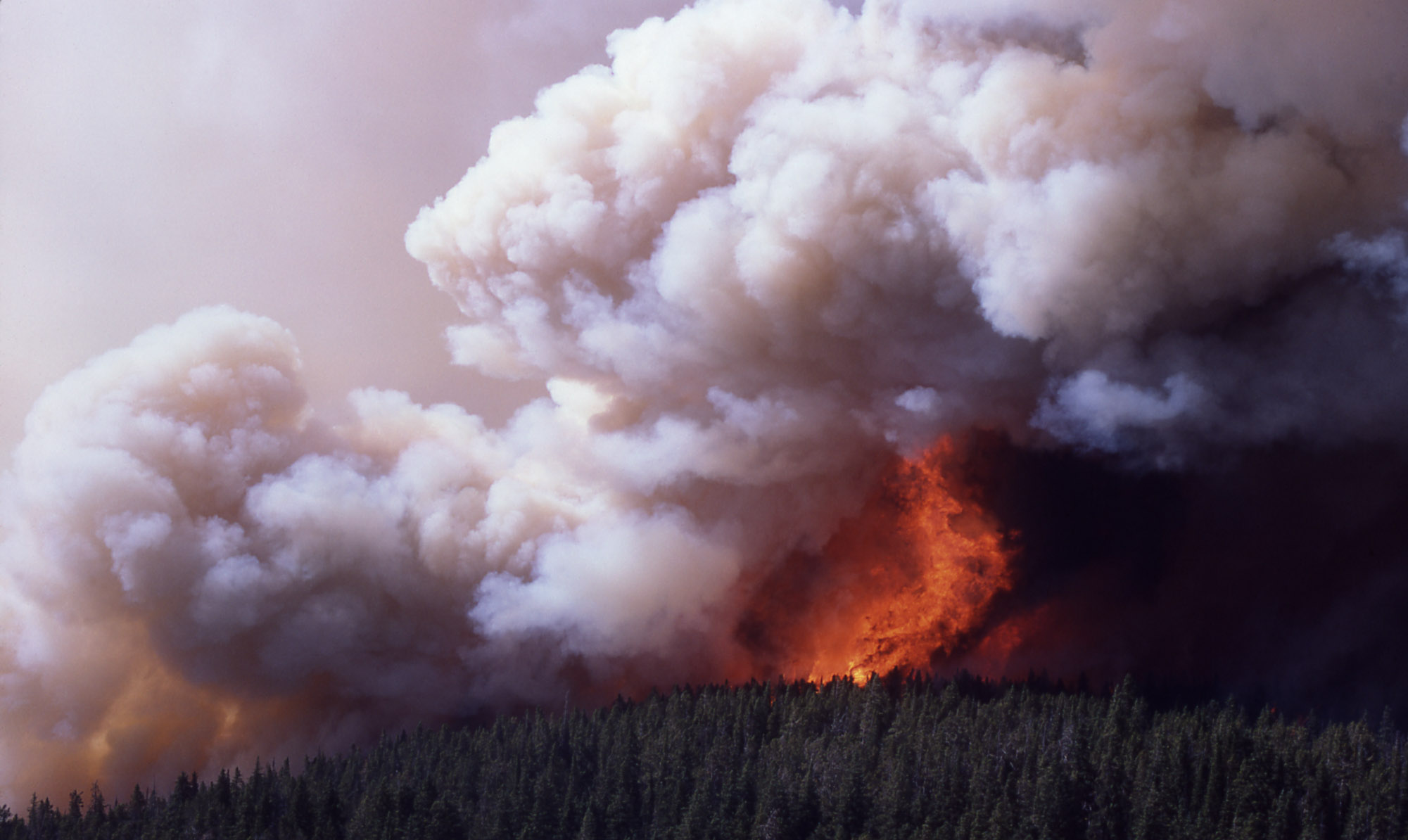
消防員為降低火勢在北部的鏡子高原區域噴灑細水霧，因此產生了許多的煙霧。

9月5日到7日之间，北福克大火的南面火焰到达老忠实泉盆地附近大型的游客区。所有非工作人员都被命令疏散，然而政治问题影响了美国公园管理局的指挥，风景区并没有完全对游客关闭，直到午后火灾旋风蔓延到那里之前不久，依然有部分游客到老忠实泉游览。灭火飞机倾倒阻燃剂来灭火，但是失败了。消防员集中力量保护建筑物，尤其是那些历史悠久的重要建筑，如老忠实泉酒店。他们使用消防车和移动抽水机系统来保持建筑物屋顶和其他表面湿润。1200名消防员，其中包括120名军人挖掘了防火线，并清理了建筑物周围的易燃物。风力达到了128（80英里），催动火从西面逼近。最终火向附近的森林扩散，离开了主要的建筑物，但是19幢小建筑物以及一幢旧的宿舍被毁坏。火势是如此猛烈以至于那些没有撤离的车辆轮子融化，挡风玻璃破碎，车漆烧焦。尽管大部分老忠实泉的建筑物被保留下来，9月8日，公园管理局首次决定，整个公园将对非紧急人员关闭。9月9日晚上和10日早晨，北福克大火越过东北侧的一条防火线，逼近猛犸热泉，大群历史悠久的建筑物和公园管理局总部位于那里。雨和雪的及时降临，在火威胁到建筑物之前，阻挡了火势。北福克大火最终熄灭，其毁坏面积超过1,600平方（620平方英里），占公园总烧毁面积的60%。
9月11日，冷空气带来了雨和雪，整个大黄石生态系统的大火渐渐熄灭。尽管11月中旬火仍在燃烧，但是不再对生命和财产有威胁。很多消防员开始撤退，其他的人力陆续到达黄石公园，使受损的区域恢复原状。几百英里的防火线、直升飞机降落区和消防营地需要恢复到原来的状态。几千棵危险的死树需要被砍掉以保护道路和建筑。最后，11月18日，黄石所有的火都熄灭了。

## 與火搏斗

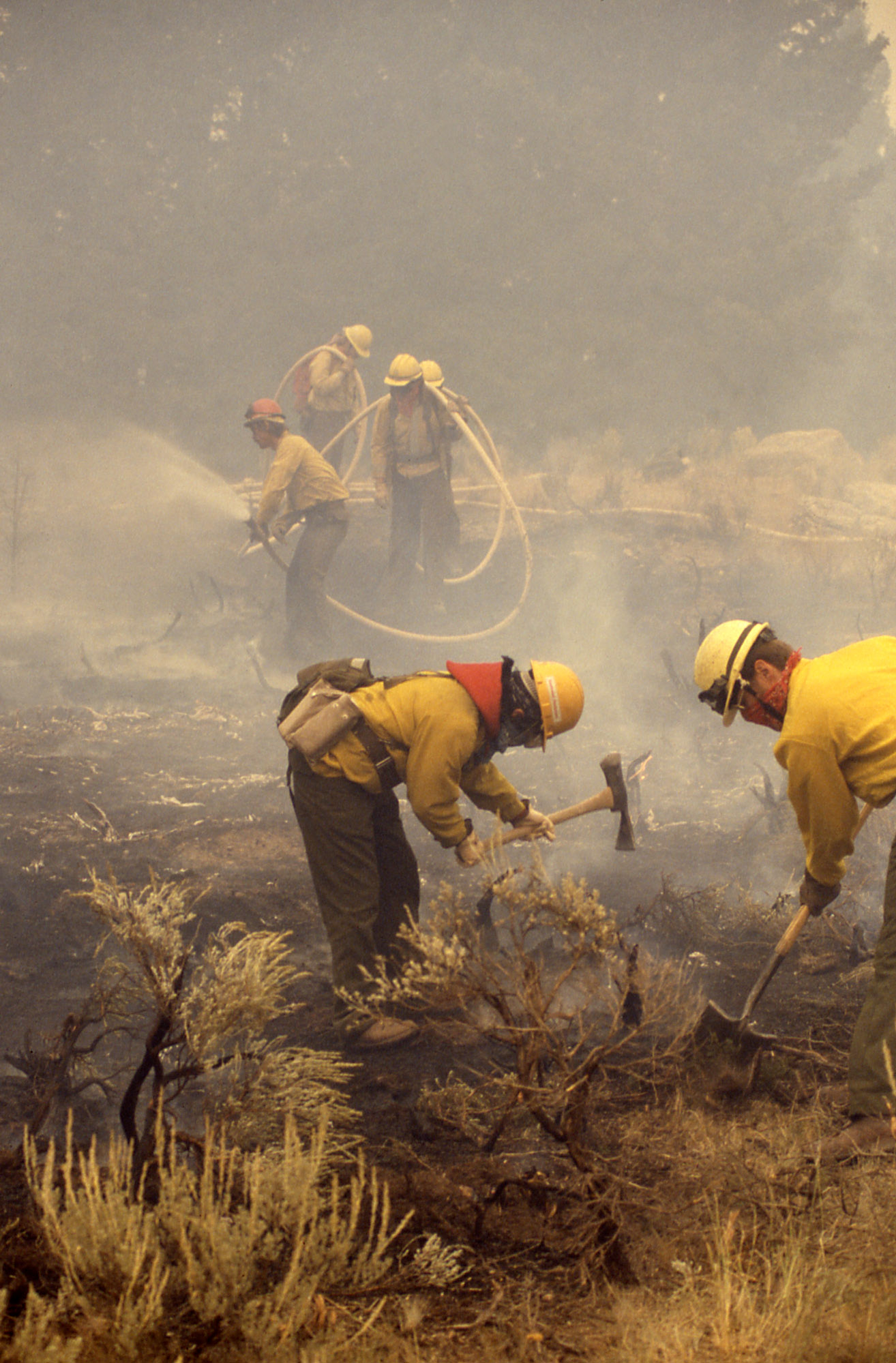
1988年9月10日，消防隊员趁在猛犸热泉附近的火勢降低時，試圖合力挖出防火道來避免火焰的蔓延。

1988年是美国西部山火的高发年，总计报告超过72,000场火，其中300场被定为大火。消防人员和设备告急，因此超过6,000美国军方人员被指派到全国各地协助灭火工作，其中超过600人被指派到黄石。在火势最猛烈的时候，超过9,000名消防员和其他支援人员同时在黄石与火搏斗。到火最终扑灭时，累计超过25,000人参与了灭火工作。工作人员通常连续工作2-3周，然后回家休息，之后再返回工作。每天工作的时间长达14小时。任务包括挖掘防火线、给建筑物浇水、清理建筑物周围的树木和安装抽水机。几百名消防员被指派到消防车工作，与工作任务为保护建筑物的人力相当。没有消防员在公园里因火灾而葬生，但是在公园外一名消防员和飞行员因其他事故而葬生。许多消防员因不同的伤害而接受治疗，常见的是疲劳、头痛和吸入过多烟雾。极少数消防员暴露在地热区含有硫磺的有毒气体中。
消防员人工挖掘了1,054公里（655英里）的防火线，用推土机等机械挖掘了220公里（137英里）。大部分推土机工作在北福克大火。其余的火由于距离遥远或地势过于陡峭，使用重型机械不方便或者不安全，并且很多地区由于推土机会毁坏地表而被禁止使用。另外，黄石公园地热区附近土质很薄而且不稳定，不能承受起重机械的重量。推土机很少用于美国国家公园的灭火工作。
120架直升飞机和飞机奋战在火海。飞机总航行时间超过18,000小时，投下530万升（140万加仑）阻燃剂和3800万升（1000万加仑）水。
总计超过100辆消防车动用到灭火战役中。大型消防车主要用作保护建筑物和城市的设施。小型野外消防车适合翻越不平地形，被安置到公园各处。
灭火总费用超过1.2亿美金，建筑物的损失约为300万美金。后来的统计分析表明，除了集中力量保护主要旅游区的设施所获得的成功外，灭火工作没能阻止这场像是一种不可抗拒力量一样的大火。

## 对公园的影响

### 植物和野生动物

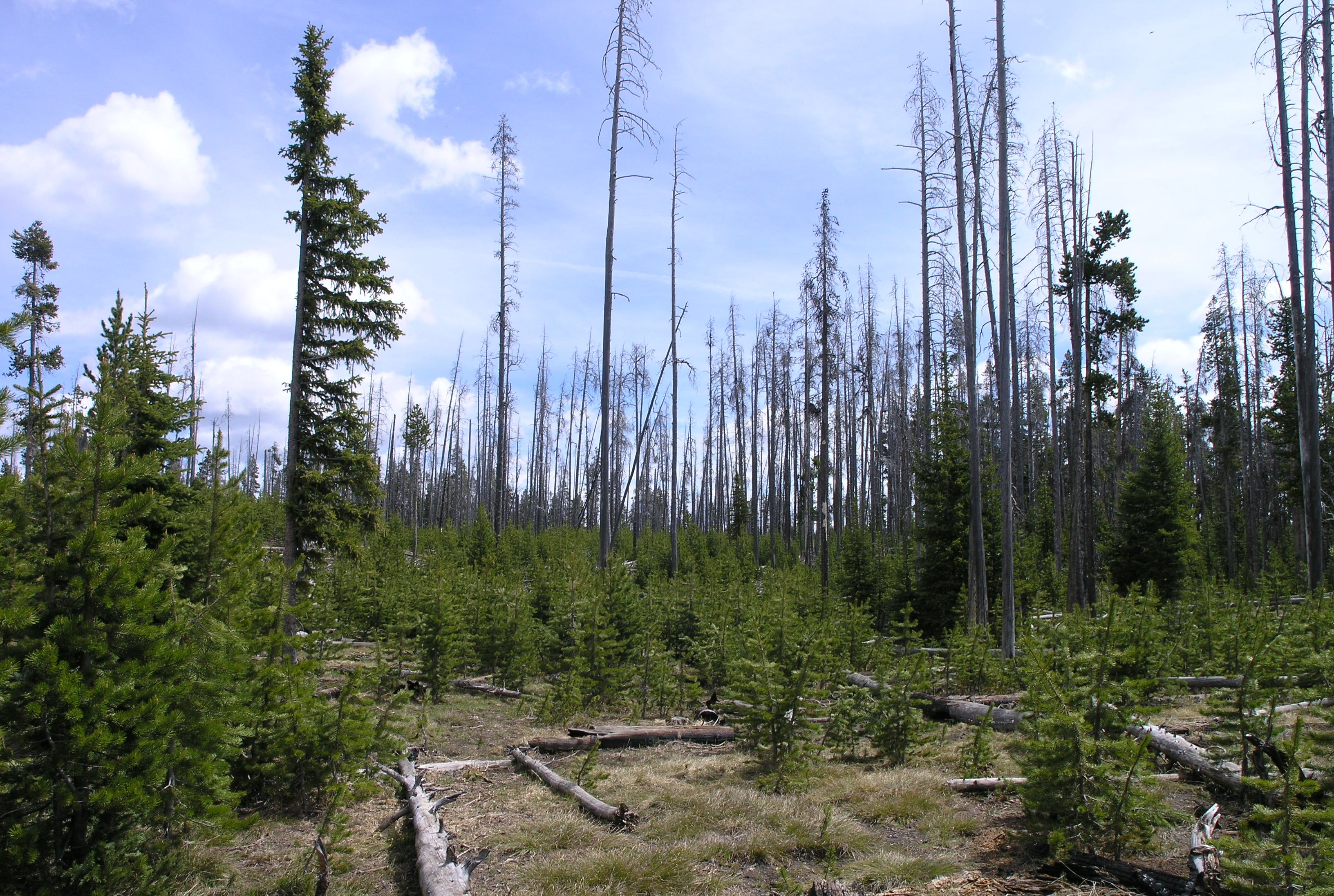
2006年照片显示大火發生将近20年后，當時被烧毁的雲杉死树依旧挺立著，而在底下新生的黑松樹則蓬勃發展中。

黄石大火以鑲嵌方式焚燒，也就是有某些区域严重毁坏，旦另一些區域的破坏較輕微。在火的边界内，森林的大部分范围完全没有被涉及。燃烧的主要方式有三种。大部分破坏性大火是树冠火，在很多地方毁坏了整个森林，占总烧毁面积的41%。混合火同时燃烧树冠和地面的植物，或者当它们在森林里扩散时烧毁其中之一。地表火沿着地表蔓延缓慢，只烧毁小型植物和已经死亡的植物；有一些地表火燃烧的时间长一些，猛烈程度大一些，导致许多树冠从没有被烧到的树的死亡。
大火后的植物马上开始恢复，杂草几天后就长了出来。相比周边的国家森林重栽树木，甚至还动用飞机播撒草种，黄石公园的重建非常完整，甚至没有尝试重栽树木。尽管一些小型植物没有很快在火前的栖息地再度出现，但是大部分植物在大火后存留下来的芽迅速萌发。大量的野花盛开在烧毁的区域，尤其是在大火之后的2－5年间。

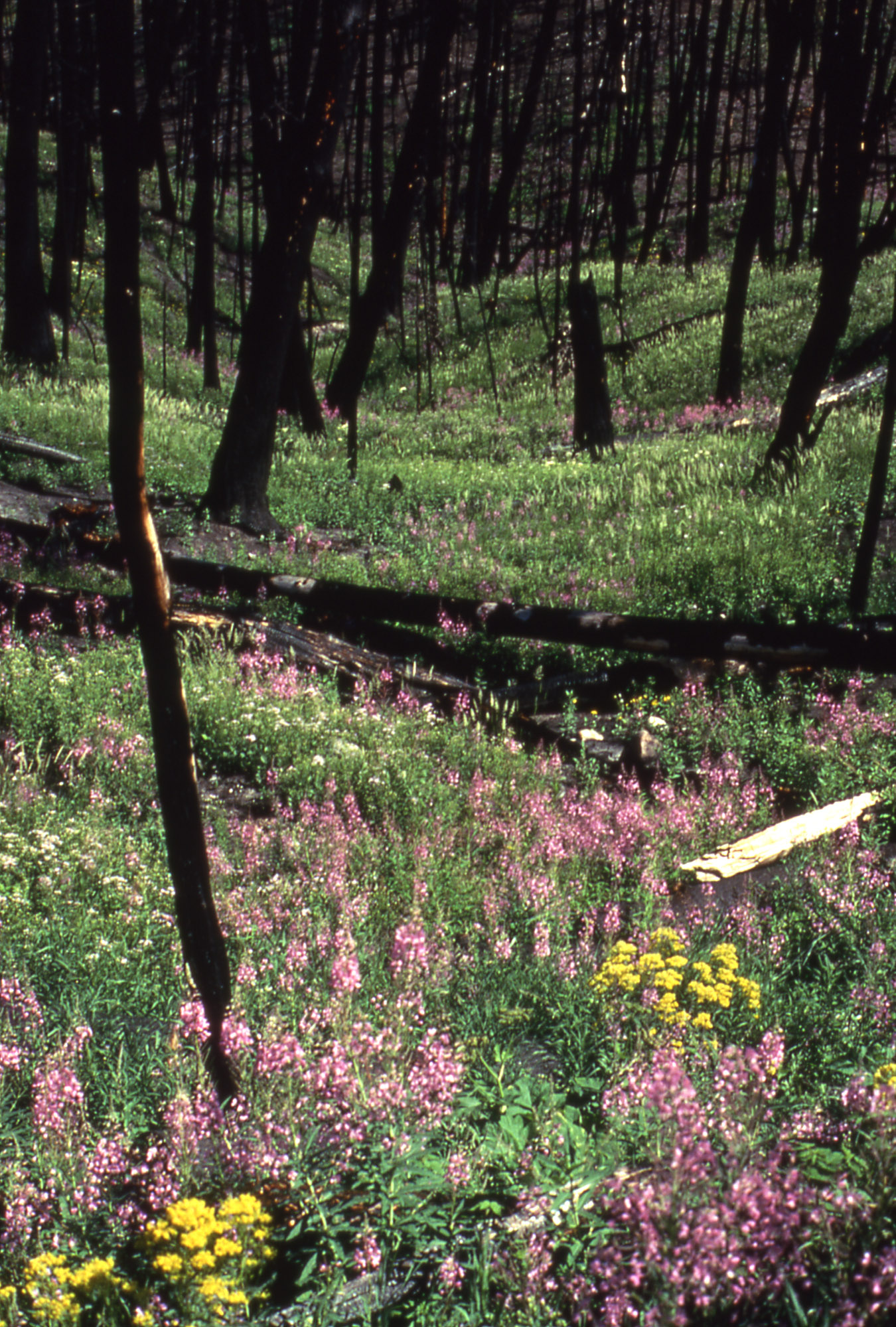
大火后的次年和之后的好几年，生命力旺盛的大量野花在烧毁的区域盛开。

种子并不需要传播很远距离，即使是在严重烧毁区域。大部分最严重烧毁的森林的范围在50-100米（160-650英尺），甚至更小。同样，大部分植物和树很快从地面或地下生长起来。黑松通常传播的距离小于60米（200英尺），因此很少有种子从烧毁程度较小的区域传播到严重烧毁的区域。在那些确实已经完全烧毁的区域，烧焦的土地的平均厚度仅为半英寸，因此只有很少的根被火烧死。这使得整个生态系统的重生非常迅速。
黄石公园以前占优势地位的黑松，除了那些温度和火焰很弱的区域以外，在火灾中损失严重。黑松成熟期长，结出的松果通常保持合拢状态，并不散开，除非遇到火。大火后的试验表明，最佳种子传播方法是遇到强烈的地表火，而在只是表面轻微地烧到的区域传播率最低。5年之后，有些被树冠火烧到的地方有最快的黑松再生速度。然而，黑松再生的速度不是统一的，有些区域新的黑松密度非常高而另一些地区则低一些。被大火烧死的黑松依旧挺立在那里几十年，比新的黑松高出很多，成为鸟和其他动物的栖息处。

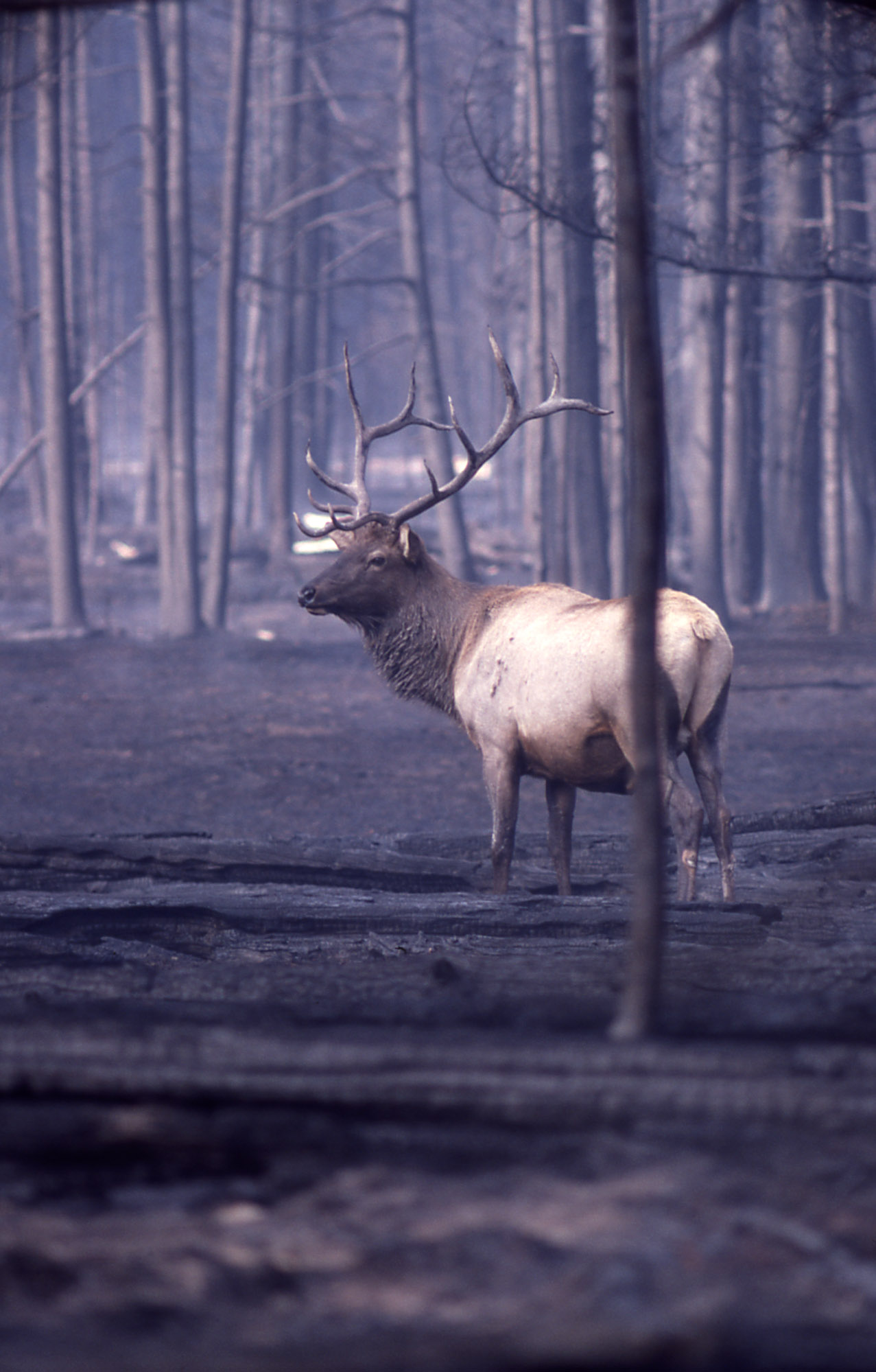
一只公美洲大角鹿逡巡在一块最近烧毁的土地上。

白杨在火后分布得更广，占据了原来针叶树占优的区域。长期以来，一直认为白杨的生长是通过根系传播而不是种子传播。然而，在大火两年后新白杨出现，有的距离最近的老白杨树林达15公里（9英里）。白杨是美洲大角鹿的首选食物，许多新生的白杨因此很小，除了那些鹿很难到达的地方除外。白杨在火灾后的比例较高只是和火灾前公园里的白杨增长缓慢相比而已。这可能是一种临时的现象，因为针叶树继续生长，最终会超过其他树种。
和当时媒体报道和推测相反，大火只烧死了公园内很少的动物，根据调查，只有345只美洲大角鹿（原先估计是40,000–50,000只）、36只骡鹿、12只驼鹿、6只美洲黑熊和9只美洲野牛死亡。火灾区域共有21只带有无线发射器项圈的灰熊，其中仅有一只失踪。接下来的一年，在烧毁的区域见到的灰熊比大火没有烧到的区域更多，它们以新生的树根和嫩叶为食，同时也捕食因死木而大量繁殖的蚂蚁。驼鹿从1960年代以来在公园北部开始减少，但是在大火之后减少的速度更加明显。和大角鹿主要食草不同，驼鹿属于吃树木嫩叶的动物，尤其是柳树和亚高山枞，这些树在火灾后暂时减少。所有偶蹄目动物在火灾后的冬天遭遇了高死亡率，但是原因更应该归于严峻的冬天而不是火灾本身。然而，驼鹿的数量和其他有蹄类动物不同，在之后的几年内没有回升。在所有哺乳动物中啮齿目动物是死亡率最高的，主要因为它们不仅不能轻易逃脱高温和烟雾，而且由于森林覆盖面积下降，食肉动物更容易发现它们。
由于阻燃剂刚好落在两条溪流中，导致大约有100条鱼死亡。除了一些种类的水生昆虫数量临时减少外，在所有黄石河流和湖泊中没有发现长期受影响的物种。

黃石國家公園的恢復情況（焚燒區域標示為紅色）
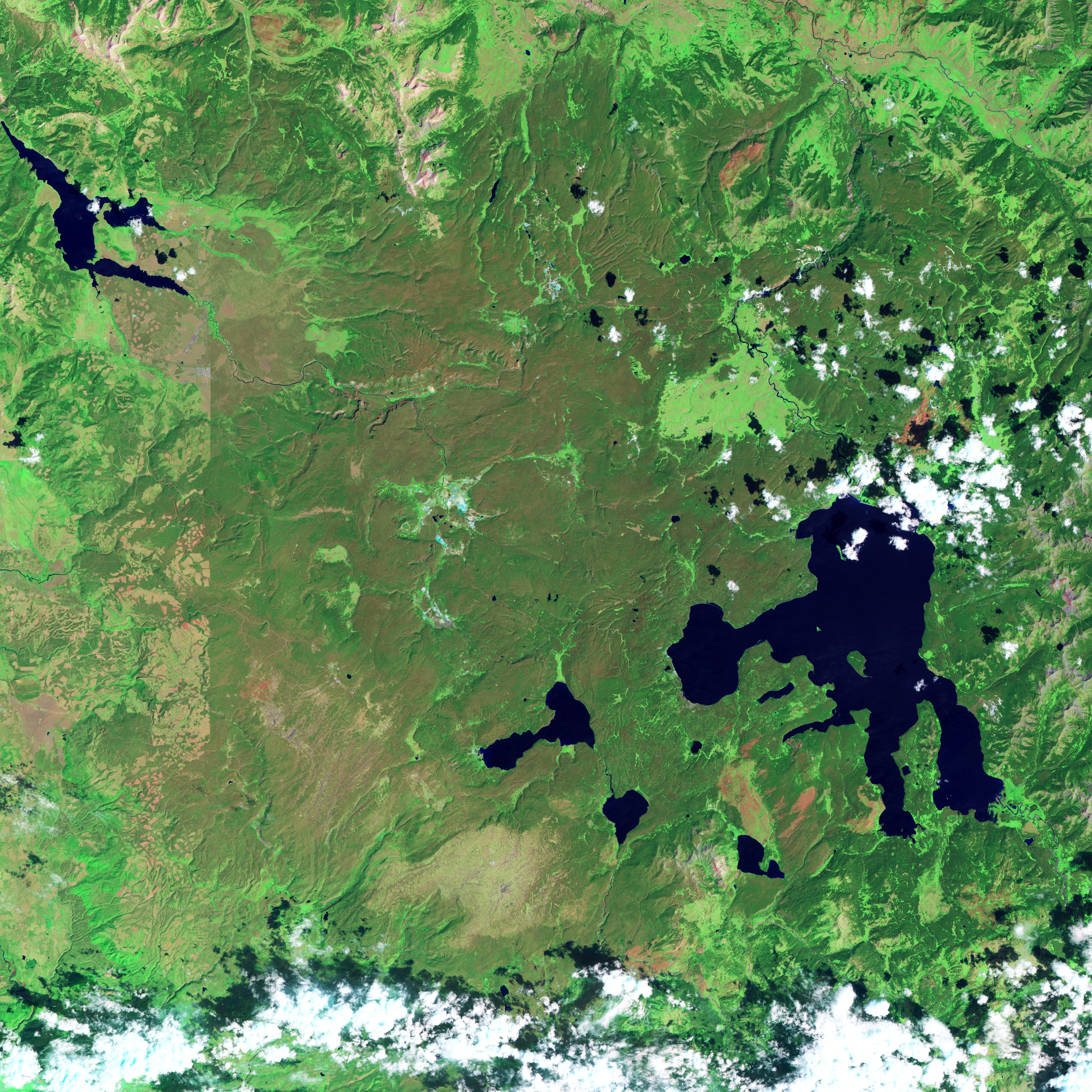
1987年8月5日。
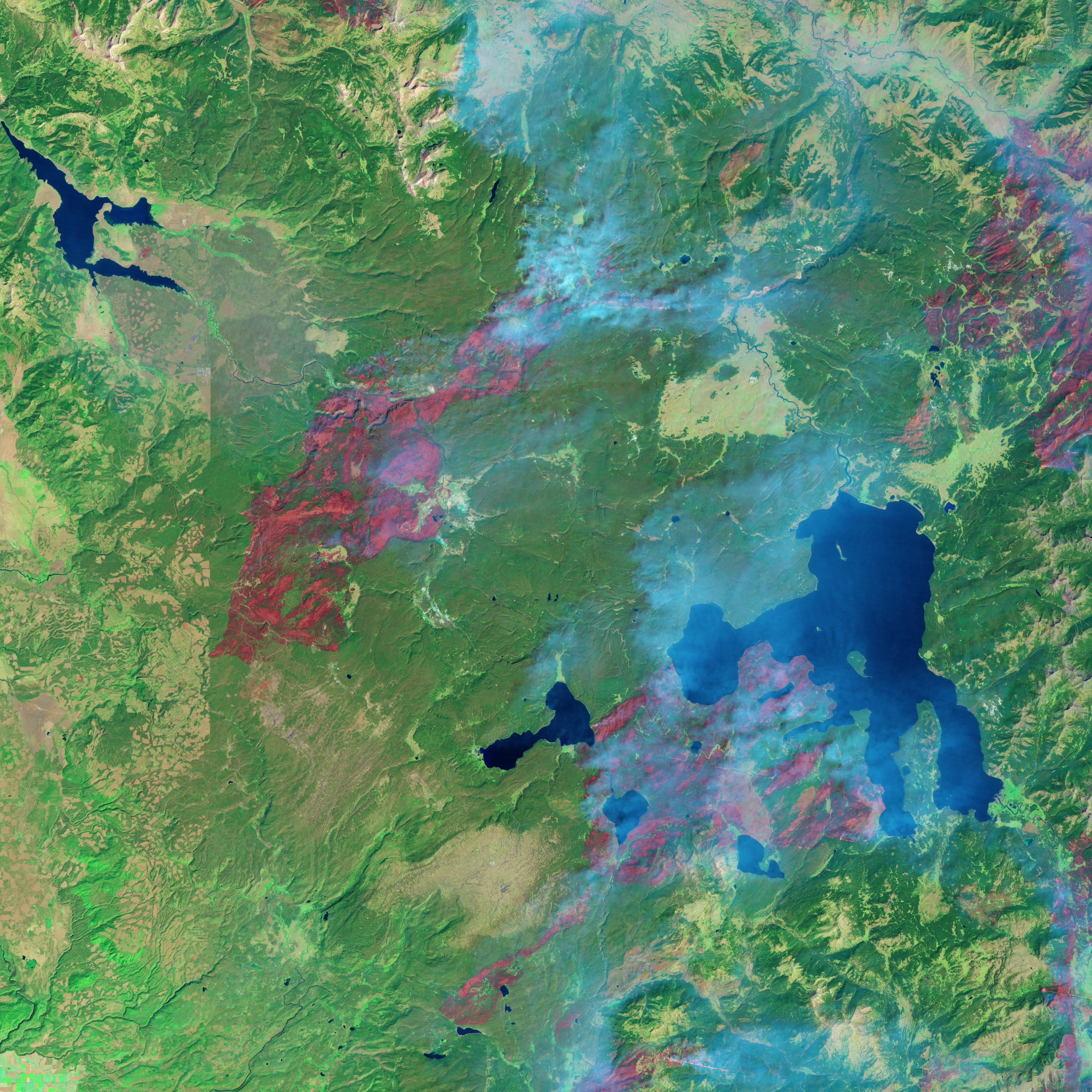
1988年8月23日。
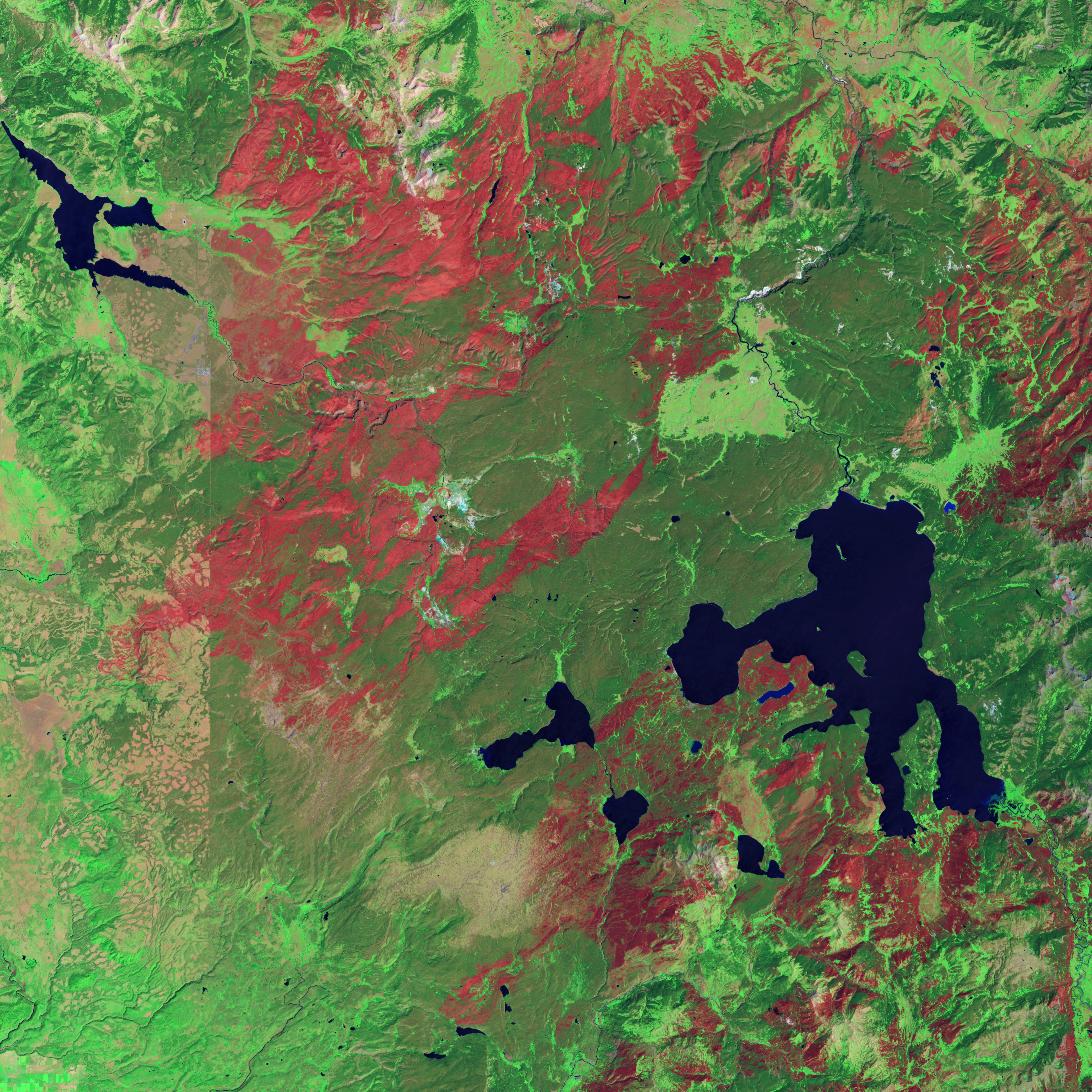
1989年8月2日。
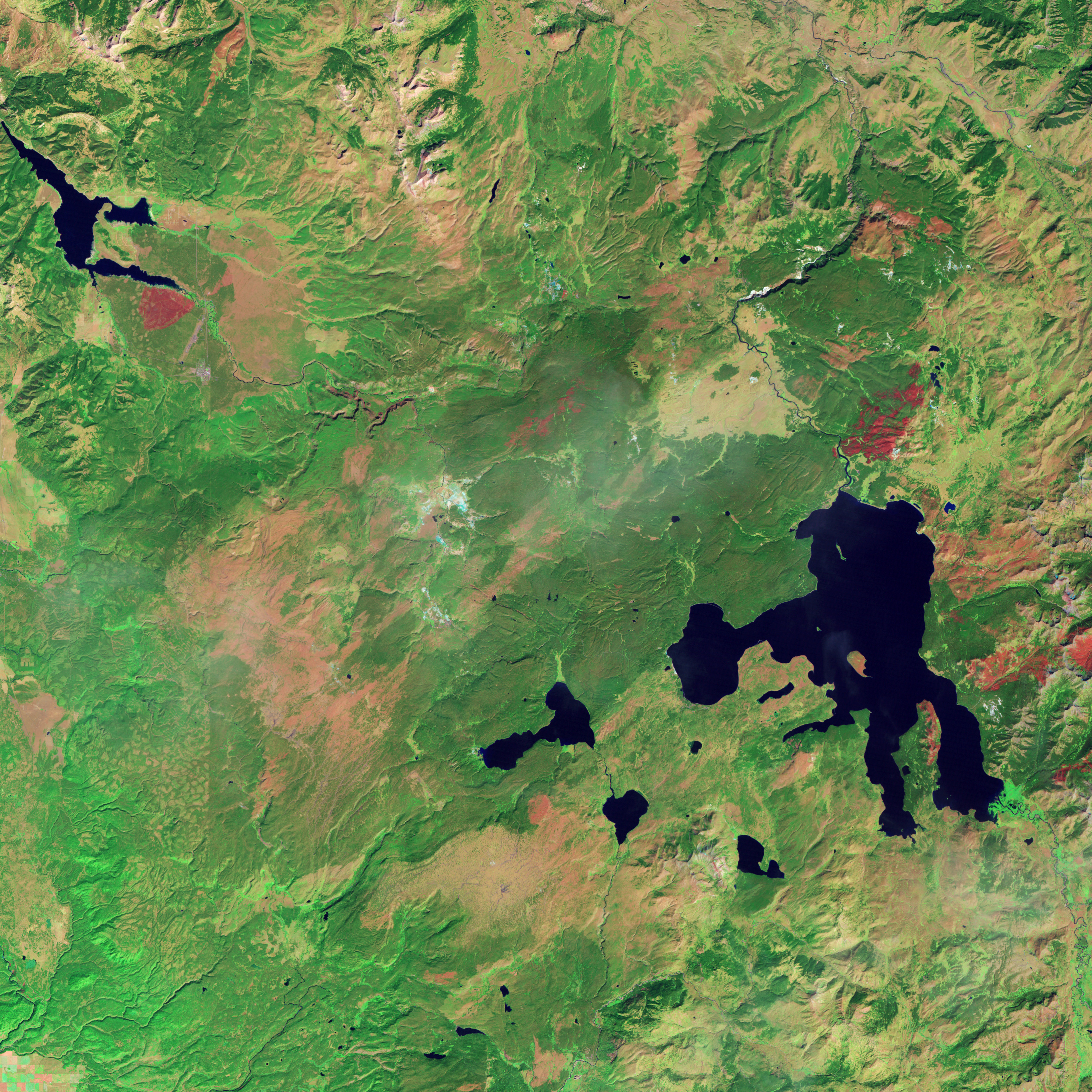
2008年9月15日。

### 空气和水

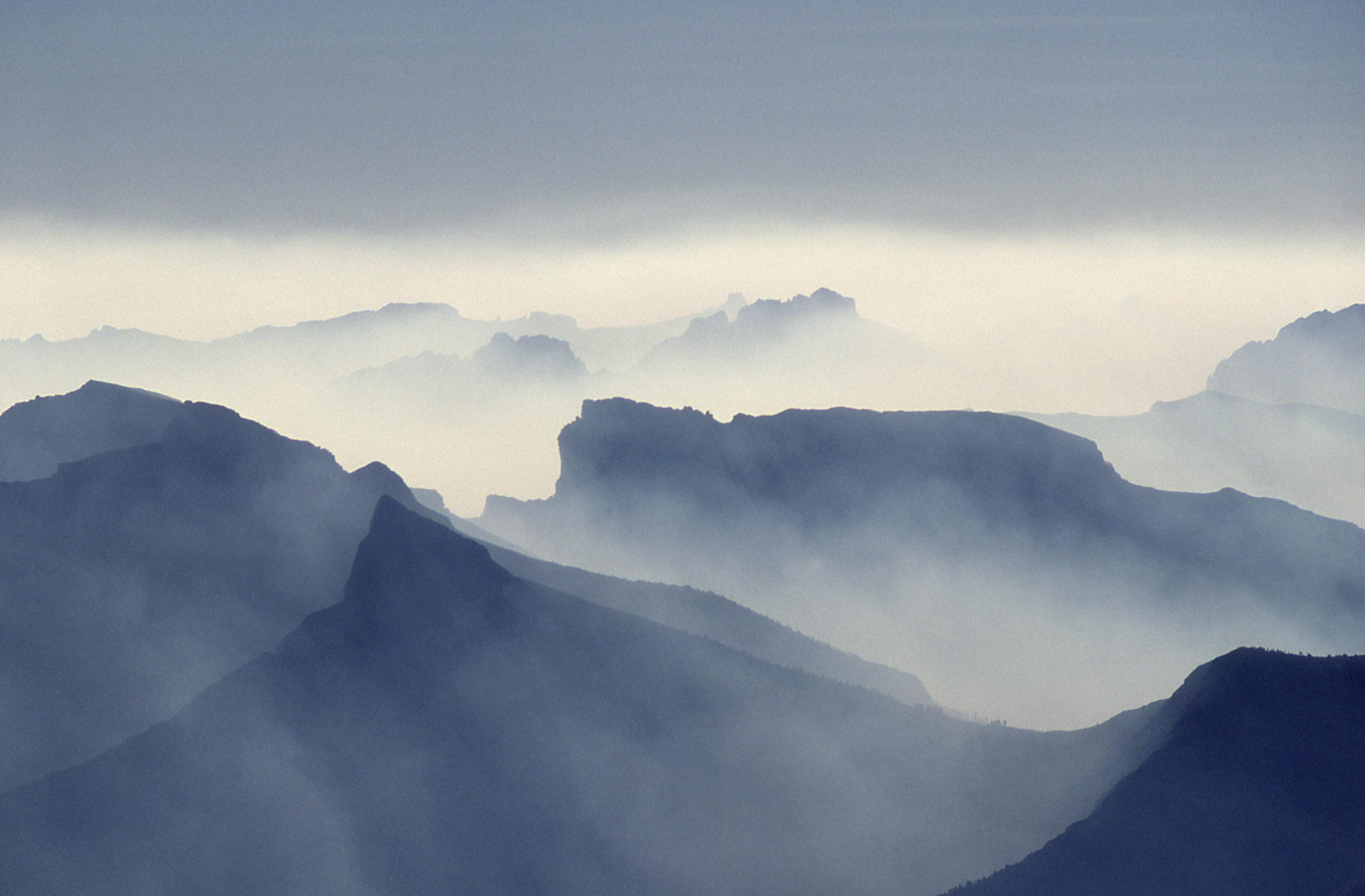
烟雾笼罩了阿布萨罗卡岭，攝於1988年8月19日。

大火引起的烟雾及扩散的气溶胶威胁到当地社区的多个方面。蒙大拿州加德纳镇的烟雾和气溶胶的浓度尤其高。在那里，蒙大拿健康和环境科学部的监测站和公园管理局记录了19天大气颗粒物浓度超标。同样的情况发生在靠近大火的地方，而公园管理局总部的所在地猛犸热泉也发生了7次。其他的社区则没有发现超过最高容许标准的情况。烟和薄雾使驾驶汽车变得困难，有时甚至是危险的。很多消防员因吸入烟雾和灰尘接受治疗，有的则是因为不留神在热泉地区吸入了含硫磺的气体。
在大火造成的一系列后果中，侵蚀问题备受重视，尤其火灾后的次年雨特别多。直升飞机在火上方投下几百万加仑的水，水是从小溪中抽取的，因此导致了水位暂时下降，流量也受到了影响。超过一百万加仑的阻燃剂的主要原料是磷酸铵，污染了一些溪流，不过这只是短暂现象，对水质没有造成长期的影响。用于山火的灭火泡沫和用于其他情况引起的火灾的泡沫有所不同。里面所含的有毒物质非常少，到1989年春天已经完全消散。

### 建筑物的损坏

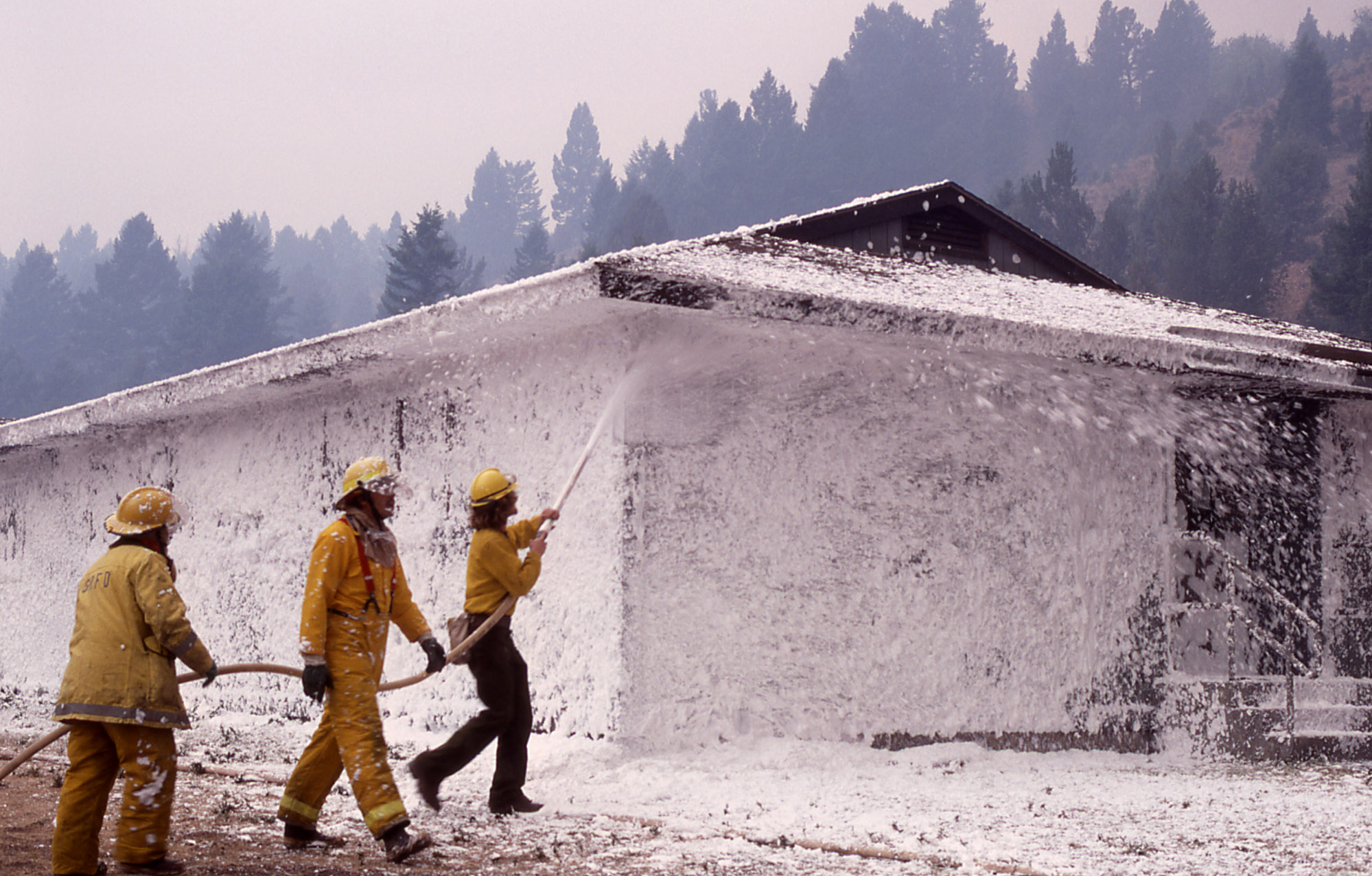
1988年9月10日，消防隊员對猛犸热泉旁的員工宿舍喷射灭火泡沫。

美国公园管理局灭火的策略是将生命和财产放在最高优先级。公园里一共有超过1,000幢建筑物，只有67幢受损。老忠实泉的400幢建筑仅有19幢被毁，其中包括12幢出租房，重建费用相对不高。公园主要的游客区如老忠实泉布置了大量的灭火人员和设备，尤其是危急时刻。消防员使用多种方法在建筑群里和附近建立安全区，同时在火灾期间，每一幢建筑物中的非救灾人员被至少撤离了一次。
公园里共建有38个偏僻地区的巡查小屋，供守林人和工作人员使用，只有一座被毁，次年夏天重建。然而，大火损坏了大量的露营地、偏僻地区的桥梁、16公里的电力线和300个电线杆。在热泉地区，一些木板铺成的小道也被毁坏，不过很快就修复了。

## 媒体报道

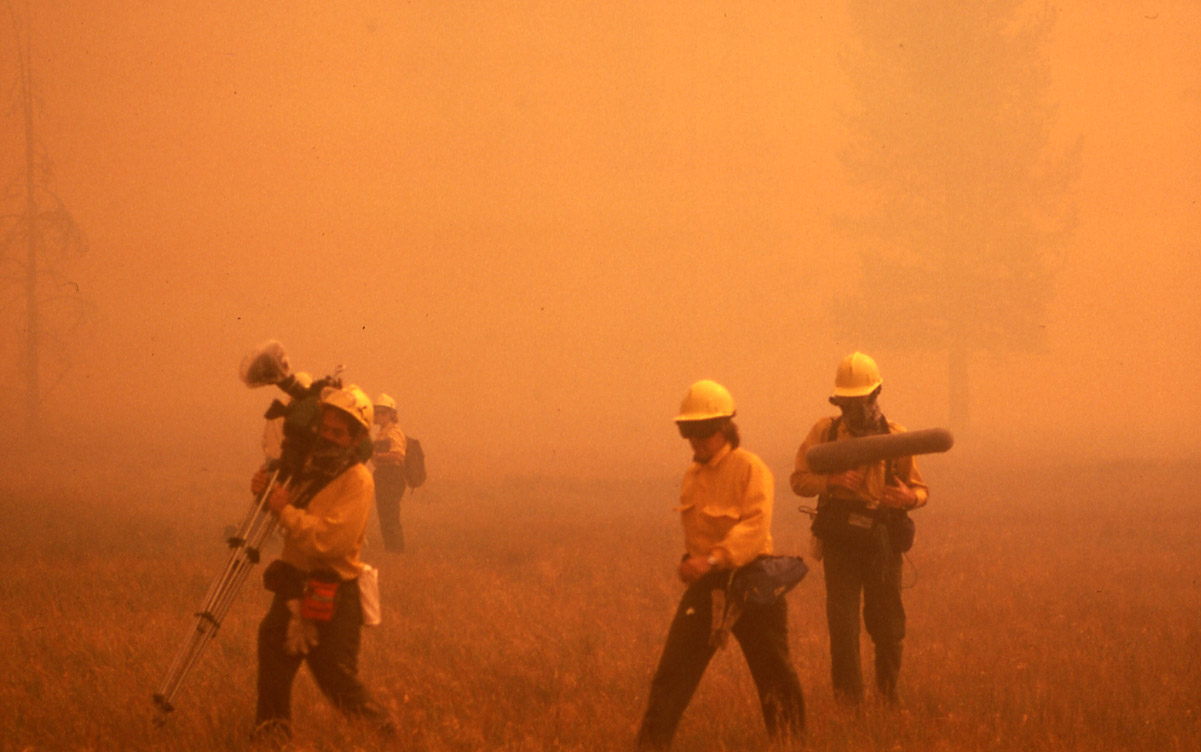
当新闻工作人员靠近大火时，被要求一定得穿戴消防服。照片為1988年黃石公園大火時，攜帶著攝影器材前往火場的新聞人員。

由于黄石国家公园是世界上最著名的国家公园之一，新闻媒体广泛报道有时甚至有些危言耸听。联邦官员有时只向媒体披露有限的信息。国家公园管理局被3,000多家媒体包围，即使有40名雇员的协助，公园仅有的两位公共信息官根本不能满足这些媒体的需求。因此，公园管理处在救火人力集中的地方增加了15名职员负责与媒体联络。到了11月中火灾被控制住的时候，每天仍然有40-70家媒体要求采访。媒体关于火灾的报道使美国国家公园管理局受到了前所未有的全国关注。1988年火灾季节被称为管理局历史上最重要的事件之一。
由于媒体缺少对山火管理的了解，因此导致了一些耸人听闻的报道和错误。一些新闻机构甚至让人觉得公园的绝大部分被焚毁。8月30日，美国广播公司新闻台采访了一位名叫斯坦利·莫特的游客，将其误认为国家公园管理局负责人威廉·莫特。而《纽约时报》则描述公园管理局的政策让自然的山火自生自灭，然而美国森林管理局的政策是扑灭所有的山火，这篇报道同时误解了两个机构的策略。媒体在区分这两个完全不同的机构时也遇到了困难。一些被《华盛顿邮报》、《今日美国》和《芝加哥论坛报》引用的资料来源人后来声称是那些引用是伪造的，还有一个提供资料的人声称1988年9月8日《芝加哥论坛报》的一篇报道中错误的资料比事实还多。而同一天，《华盛顿邮报》将美国军队出动的车辆和空中飞机以及大火引起的烟雾与1968年越南岘港市战争事件联系在一起，给公众大灾难的感觉。大火在7月底很猛烈。8月初，火灾管理官员认为由于没有可燃物，大火不会再蔓延。8月11日，国家公园管理局的负责人宣布大火已经被控制。这个宣布明显过于乐观，当8月20日黑色星期六以及9月初风暴性大火袭击老忠实泉的时候，媒体猛烈地抨击了公园管理局和他们的政策。

## 1988年后的火灾管理政策
1992年，黄石国家公园根据对这场大火的研究，制定并实施了新的火灾管理方案。方案提出了更严格的管理自然火的指导方针，增加了火情监测和相关岗位的人员编制，为火灾管理分配了更多的资金。2004年，通过了山火管理方案的修正案。新的计划中，在山火的面积、天气条件以及潜在危险不超过一定标准的情况下，允许自然山火燃烧。超过标准的自然火以及所有人为火，必须被扑灭。然而，新的方案主要是对1972年火灾管理方案的修正，延续了对火在自然生态系统中的作用的强调，但运用了更严格的指导方针和更低的容忍度。
为了迅速决定如何控制一场山火，增加了基于地面观测和空中侦查的火情监测力量。火情监测人员首先确定这场火是自然引起的还是人为的。所有人为的火灾因不合乎自然规律都必须被扑灭，对于自然火则保持监测。火情监测人员画出火线的长度，记录当地的天气，检查燃烧的可燃物类型及数量。除此以外，火情监测员还分析火势扩散速度、火焰长度、可燃物的含水率和其他特征。监测人员将他们收集到的信息汇报给火灾管理者，火灾管理者根据这些信息确定下一步行动。
在“危险可燃物减少计划”规定的重点区域，土地管理人员把危险的可燃物移除，目的是减少火威胁生命、历史建筑物和游览设施的机会。到2007年，建筑物和其他重点区域120米（400英尺）范围内的易燃物被移除。
森林学家和生态学家认为，在1988年黄石大火之前一系列大型的人为控制的火并没有怎么减小黄石大火波及的森林面积。如果想让这些人为控制火达到许多需要再生的树木和植物群落需要的强度，那些可控制的燃烧就会很快变得不可控制。因此，自然火，而不是可控制的火，是公园的主要维护方式。1970年代末期，约300场自然火让其自然熄灭。在很少的情况下，自然火和可控制的火结合在一起，后者是为了去除死亡的木材而故意引燃的，但是前提是必须在消防员可以控制木材可燃物地点和数量的情况下。
在美国国家消防中心的协调下，联邦和州机构的合作更加紧密。尽管联邦机构主要负责制定国家级火灾管理策略，中心同时也帮助当地和州政府确定他们自己的火灾管理方针。普遍接受的重点包括允许自然火在控制的情况下自行燃烧。如同1988年的大火一样，保护生命和财产依然在所有救火工作中位于最高优先级。
这次火灾最重要的经验就是包括黄石公园在内的大部分生态系统允许大型和强烈的山火燃烧。1988年之前这种理论已经被广泛接受，而1988年的大火彻底证明了这种理论。在很多周边受到人类社区蚕食的自然地区因为这些人类的建筑而无法承受大型破坏性火，但在如大黄石生态系统等地区，以自然的方式发生的大火是必不可少的。

## 大众文化
- 2016年发售的游戏《看火人》以此为背景。

## 延伸阅读
- Barker Rocker，《Scorched Earth: How the Fires of Yellowstone Changed America》，Island Press，华盛顿，2005年9月出版，Isbn：978-1559637350。

44°36′N 110°30′W / 44.600°N 110.500°W